# Сандро Раньери
Са́ндро Ранье́ри Гимара́йнс Корде́йро (порт. Sandro Ranieri Guimarães Cordeiro; 15 марта 1989, Риашинью, штат Минас-Жерайс) — бразильский футболист, полузащитник. Имеет опыт выступлений за сборную Бразилии.

## Биография
Воспитанник «Интернасьонала», к основному составу Сандро стал подпускаться в начале 2008 году. В начале это было вынужденной мерой, поскольку игроки основы Эдиньо и Маикон заболели гепатитом. С приходом в команду нового тренера Тите Сандро закрепился в основе. В Южноамериканском кубке из-за травмы Гонсало Сорондо Сандро играл под 4 номером, а с уходом по окончании сезона в «Лечче» Эдиньо, взял номер бывшего капитана — 8. Он внёс свой вклад в победу «Интера» в Южноамериканском кубке 2008 года.
Сандро был капитаном молодёжной сборной Бразилии, выигравшей чемпионат Южной Америки 2009 года в своей возрастной категории. Он был вызван также для участия в молодёжном чемпионате мира 2009, однако по просьбе Дунги, был заменён на Дугласа Косту, поскольку тренер основной сборной «Селесао» захотел попробовать игрока в деле уже на высшем уровне. Сандро был приглашён в расположение сборной 27 августа 2009 года в том числе и благодаря травме Жозуэ, действующему на этой же позиции. Дебют за сборную состоялся во 2 тайме отборочного матча к ЧМ-2010 против Чили, когда Сандро вышел на замену Жулио Баптисте.
30 августа 2009 «Интер» отклонил предложение английского «Тоттенхема» о продаже игрока за 14 млн фунтов стерлингов. Контракт Сандро с клубом из Порту-Алегри заключен сроком до 31 января 2013 года. Сам игрок заявил, что хотел бы сконцентрироваться на играх за «Интер», а шанс переехать играть в Европу для зарабатывания денег у него ещё будет.
В марте футболист подписал контракт с английским «Тоттенхемом» по которому игрок должен присоединиться к своей новой команде летом 2010 года. Сумма трансфера составила 8 млн фунтов стерлингов. Дебют Сандро в «Тоттенхеме» пришёлся на неудачный матч Кубка Лиги, который резервный состав Шпор по всем статьям проиграл «Арсеналу» 21-го сентября 2010 года. 9-го января 2011 года он уже вышел в стартовом составе команды на матч Кубка Англии против «Чарльтона» и отыграл полный матч, отметившись голевым пасом на Андроса Таунсенда, но настоящее признание пришло к Сандро в феврале 2011 года, когда он провел два великолепных матча против итальянского «Милана» в 1/8-финала Лиги чемпионов.
В итоге сезон 2011/12 Раньери закончил с показателем в 26 матчей, 17 из которых он начал в стартовом составе, а в одном из них даже забил гол в ворота «Челси» в апреле 2011-го.
В январе 2013 года Сандро повредил колено и выбыл до конца сезона 2012/13.
В сезоне 2013/14 уже не являлся игроком основы, проиграв конкуренцию Паулиньо и Дембеле.
1 сентября 2014 Сандро перешёл в «Куинз Парк Рейнджерс» за 10 млн фунтов стерлингов. 24 ноября травмировал колено в игре с «Ньюкаслом» и в том сезоне на поле больше не выходил.
10 января 2017 года Сандро перешёл в «Антальяспор». Контракт был подписан на 3,5 года.
В январе 2019 года Раньери отправился в аренду в «Удинезе».

## Достижения
«Интернасьонал»
- Обладатель Южноамериканского кубка: 2008
- Чемпион штата Риу-Гранди-ду-Сул: 2009
- Обладатель Кубка Суруга Банка: 2009

Сборная Бразилии
- Чемпион Южной Америки среди молодёжи (до 20 лет): 2009